# 拉姆薩爾縣
拉姆薩爾縣（波斯語：‎）位於伊朗馬贊德蘭省，首府為拉姆薩爾，總面積729.80平方公里。
根據2006年的伊朗人口普查數據顯示總人口為67,675人。2011年數據顯示為68,323人。2016年數據顯示總人口為74,179人。